# Buick Skylark
O Skylark é um modelo de automóvel  compacto da Buick.

## História
Criado para marcar o 50º aniversário da Buick, o Roadmaster Skylark juntou-se ao Oldsmobile 98, Fiesta e Eldorado como especialidade de produção limitada topo de linha conversível, introduzido em 1953 pela General Motors para promover sua liderança no design. Dos três, a gama de 1.690 unidades do Skylark provou ser a mais bem sucedida, e uma incrível proeza de vendas considerando o preço de lista do carro de 1953 de US $ 5.000 foi mais de 50% a mais que os bem equipados US $ 3.200 Roadmaster conversível no qual foi baseado.
A produção durou dois anos. Baseado no modelo 76R Roadmaster conversível de duas portas, o Skylark 1953 (modelo 76X designado) tinha dimensões idênticas (exceto altura), aparência quase idêntica, compartilhava seu trem de acionamento e tinha todo o seu equipamento padrão, além das poucas opções restantes, incluindo vidros elétricos, freios de energia, carpete completo e um rádio AM "Selectronic". Apenas A / C não foi oferecido, desnecessário em qualquer conversível.

## Galeria
Gerações

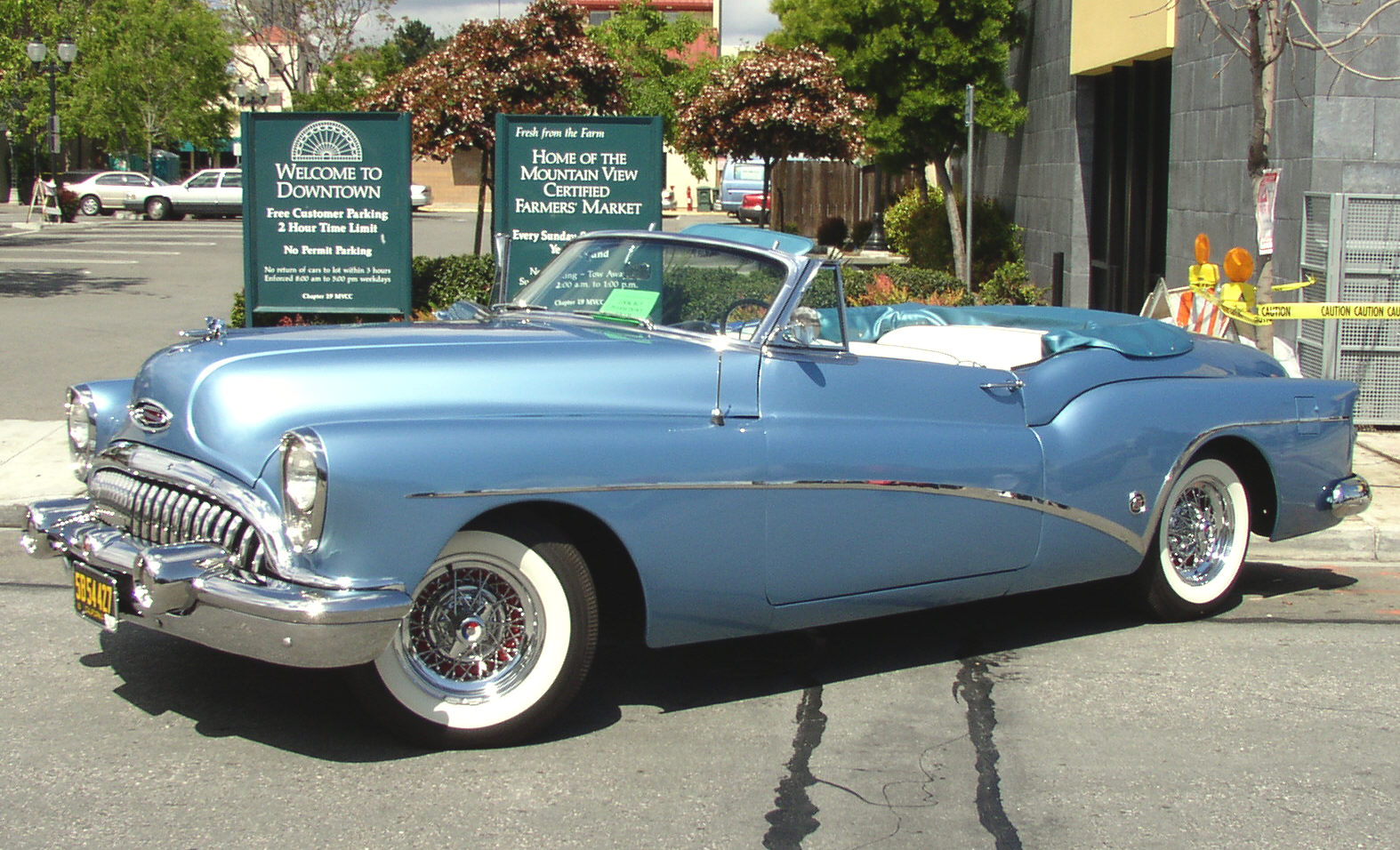
Buick Skylark 1ª geração 1953-1954
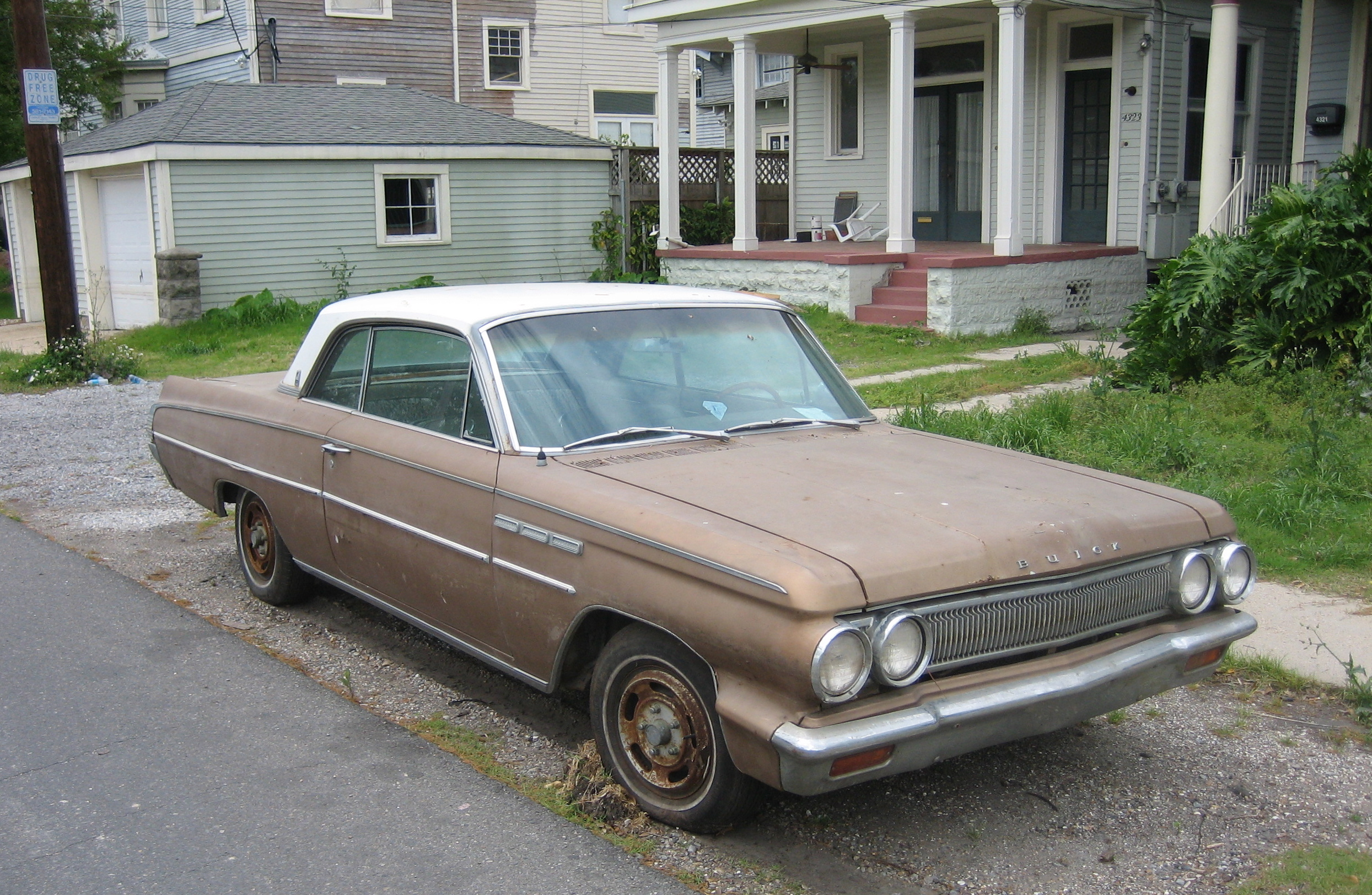
Buick Skylark 2ª geração 1961-1963
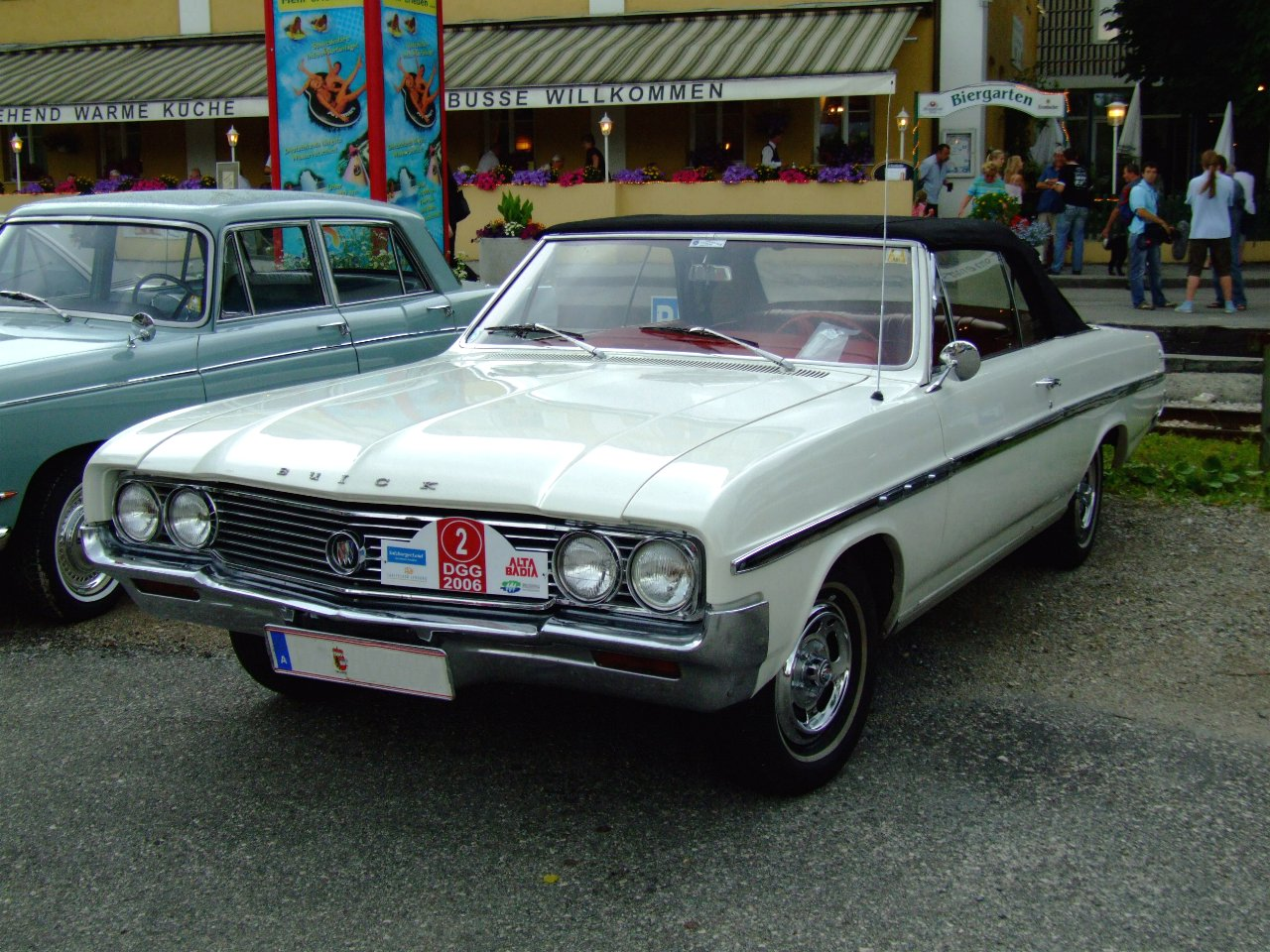
Buick Skylark 3ª geração 1964-1972
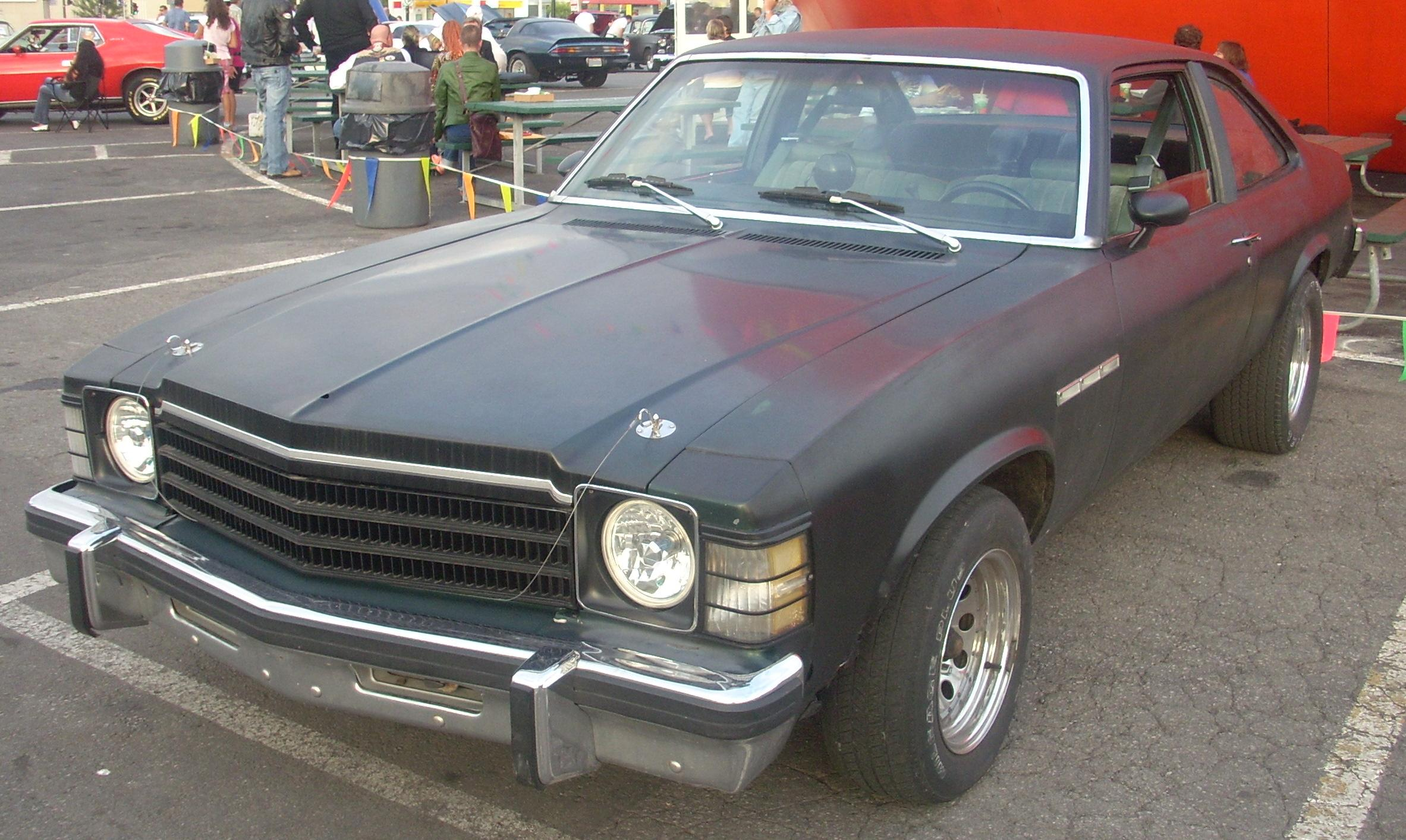
Buick Skylark 4ª geração 1975-1979
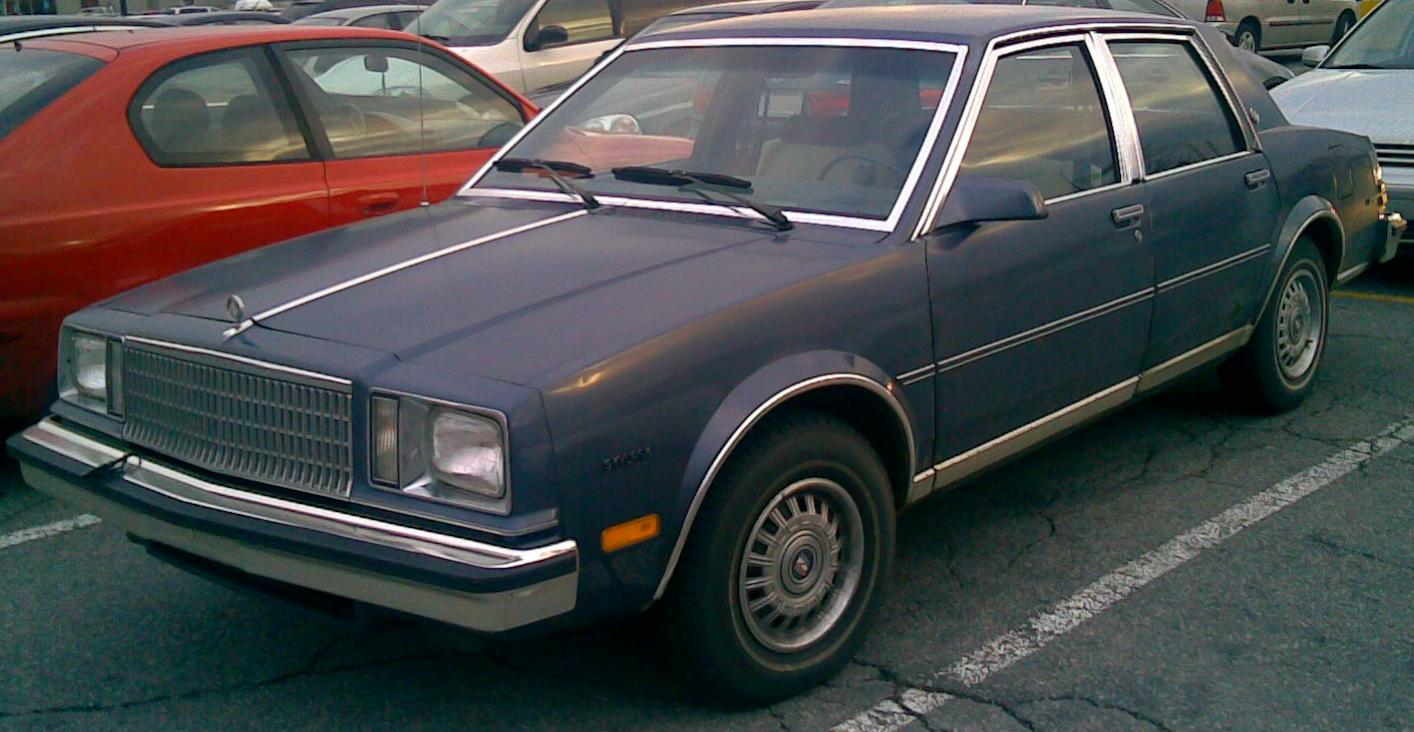
Buick Skylark 5ª geração 1980-1985
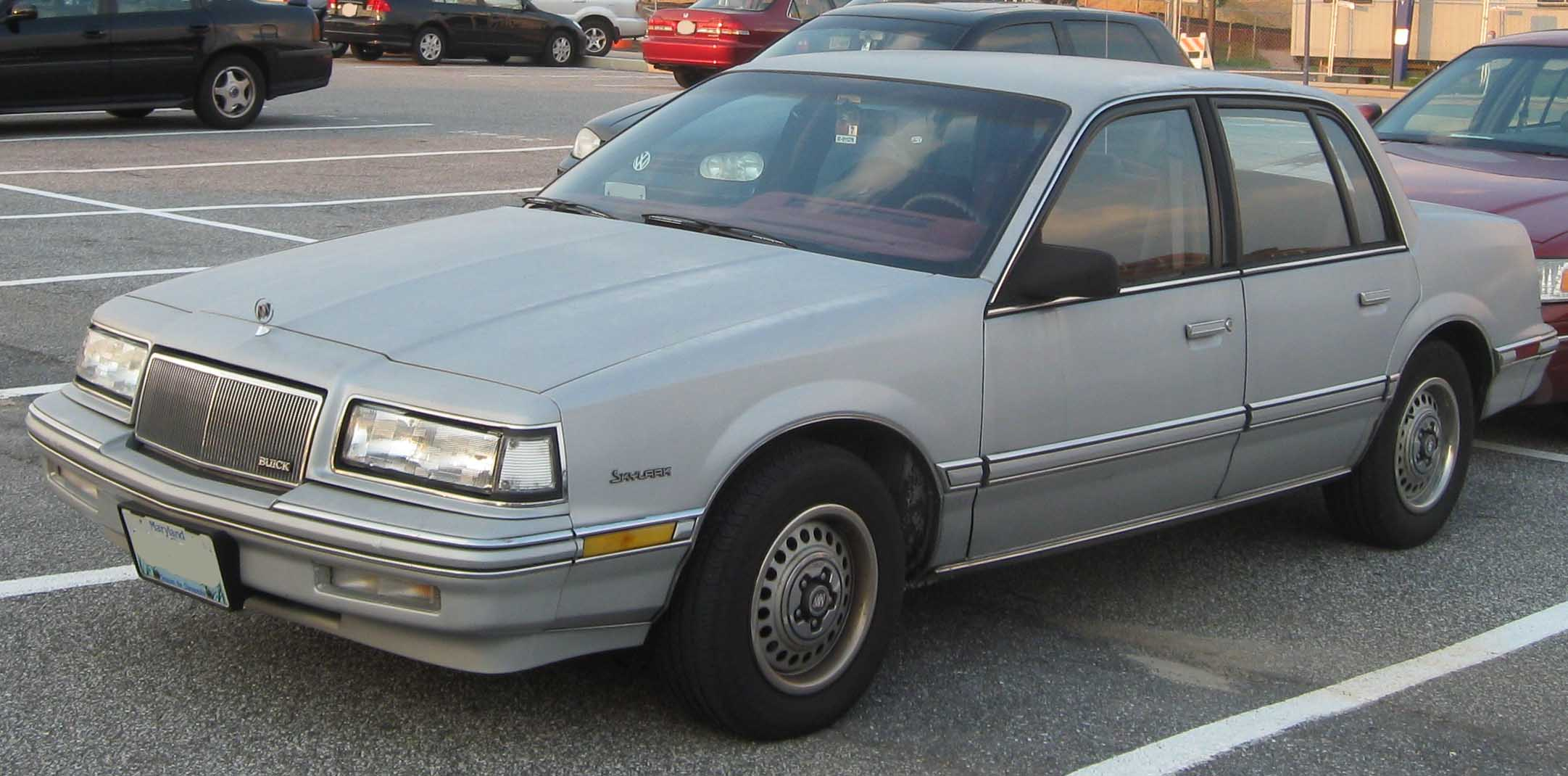
Buick Skylark 6ª geração 1986-1991
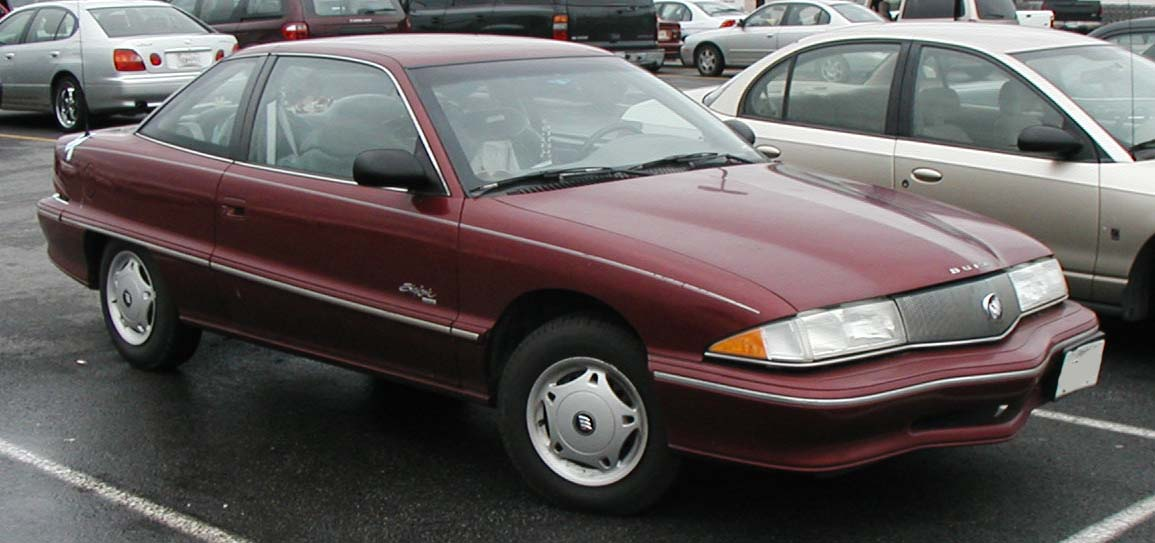
Buick Skylark 7ª geração 1992-1998